# Miguel Alejandro Ximénez
Miguel Alejandro Ximénez Acosta (Maldonado, 26 de agosto de 1977) es un exfutbolista uruguayo que jugaba como delantero y su último equipo fue Atlético Atenas de la Segunda División Profesional de Uruguay.

## Trayectoria
Ximénez inició su carrera como futbolista en el club Deportivo Maldonado en 1997, luego pasó por distintos equipos de Uruguay. En 2008 llegó al Sporting Cristal donde alcanzó el récord de ser el futbolista con más anotaciones en una sola temporada en el cuadro bajopontino superado luego por Emanuel Herrera. Además ese mismo año fue nombrado por la Federación Internacional de Historia y Estadística de Fútbol como el tercer mejor goleador mundial de primera división con 32 tantos en 41 partidos.
En el año 2009 fue contratado por el Club Libertad de Paraguay donde jugó la Copa Libertadores 2009 y marcó dos goles durante la fase de grupos. Fueron eliminados en octavos de final por Estudiantes de La Plata. Para las siguientes dos temporadas volvió a Sporting Cristal. Firmó por el club Universitario de Deportes por toda la temporada 2012.
El 5 de marzo hace su debut con el cuadro crema y marcó el empate 1-1 ante Cienciano en el Estadio Monumental. En 2013 salió campeón por primera vez en el Perú con Universitario de Deportes. Sin embargo, al no contar con el visto bueno del técnico Ángel Comizzo, Ximénez salió del club crema para la próxima temporada. Tras salir del club regresó al Deportivo Maldonado. En ese mismo año fichó por el club Cienciano.
En el 2016 llegaría a Atlético Atenas. Siendo este su último club, donde le puso fin a su carrera como jugador profesional, luego de 19 años de actividad. Seguirá ligado al fútbol como entrenador.

## Estadísticas
Actualizado hasta fin de carrera deportiva
| Deportivo Maldonado · Uruguay | 1.ª                 | 1997-02             | 82  | 19  | —  | — | — | — | 82  | 19  | 0.23 |
| Atenas · Uruguay | 2.ª                 | 2003                | 9   | 2   | —  | — | — | — | 9   | 2   | 0.22 |
| Plaza Colonia · Uruguay | 1.ª                 | 2004                | 25  | 17  | —  | — | — | — | 25  | 17  | 0.68 |
| Plaza Colonia · Uruguay | Total club          | Total club          | 25  | 17  | 0  | 0 | 0 | 0 | 25  | 17  | 0.68 |
| Comunicaciones · Guatemala | 1.ª                 | 2005                | 19  | 10  | —  | — | — | — | 19  | 10  | 0.53 |
| Comunicaciones · Guatemala | Total club          | Total club          | 19  | 10  | 0  | 0 | 0 | 0 | 19  | 10  | 0.53 |
| Danubio · Uruguay | 1.ª                 | 2005-06             | 18  | 5   | 1  | 0 | 2 | 0 | 21  | 5   | 0.24 |
| Danubio · Uruguay | Total etapa         | Total etapa         | 18  | 5   | 1  | 0 | 2 | 0 | 21  | 5   | 0.24 |
| Montevideo Wanderers · Uruguay | 1.ª                 | 2006-07             | 15  | 12  | 3  | 2 | — | — | 18  | 14  | 0.78 |
| Montevideo Wanderers · Uruguay | Total club          | Total club          | 15  | 12  | 3  | 2 | 0 | 0 | 18  | 14  | 0.78 |
| Junior · Colombia | 1.ª                 | 2007                | 7   | 1   | 1  | 0 | — | — | 8   | 1   | 0.13 |
| Junior · Colombia | Total club          | Total club          | 7   | 1   | 1  | 0 | 0 | 0 | 8   | 1   | 0.13 |
| Sporting Cristal · Perú | 1.ª                 | 2008                | 42  | 32  | —  | — | — | — | 42  | 32  | 0.76 |
| Libertad Paraguay | 1.ª                 | 2009                | 24  | 8   | —  | — | 7 | 2 | 31  | 10  | 0.32 |
| Libertad Paraguay | Total club          | Total club          | 24  | 8   | 0  | 0 | 7 | 2 | 31  | 10  | 0.32 |
| Sporting Cristal · Perú | 1.ª                 | 2010                | 33  | 19  | —  | — | — | — | 33  | 19  | 0.58 |
| Sporting Cristal · Perú | 1.ª                 | 2011                | 24  | 6   | 4  | 0 | — | — | 28  | 6   | 0.21 |
| Sporting Cristal · Perú | Total etapa         | Total etapa         | 99  | 57  | 4  | 0 | 0 | 0 | 103 | 57  | 0.55 |
| Universitario · Perú | 1.ª                 | 2012                | 37  | 20  | —  | — | — | — | 37  | 20  | 0.54 |
| Universitario · Perú | 1.ª                 | 2013                | 8   | 1   | —  | — | — | — | 8   | 1   | 0.13 |
| Universitario · Perú | Total etapa         | Total etapa         | 45  | 21  | 0  | 0 | 0 | 0 | 45  | 21  | 0.47 |
| Deportivo Maldonado · Uruguay | 1.ª                 | 2014                | 12  | 5   | —  | — | — | — | 12  | 5   | 0.42 |
| Deportivo Maldonado · Uruguay | Total club          | Total club          | 94  | 24  | 0  | 0 | 0 | 0 | 94  | 24  | 0.42 |
| Cienciano · Perú | 1.ª                 | 2014                | 14  | 3   | —  | — | — | — | 14  | 3   | 0.21 |
| Cienciano · Perú | 1.ª                 | 2015                | 7   | 1   | 2  | 0 | — | — | 9   | 1   | 0.11 |
| Cienciano · Perú | Total club          | Total club          | 21  | 4   | 2  | 0 | 0 | 0 | 23  | 4   | 0.17 |
| Atenas · Uruguay | 2.ª                 | 2016                | 10  | 2   | —  | — | — | — | 10  | 2   | 0.2  |
| Atenas · Uruguay | Total club          | Total club          | 10  | 2   | 0  | 0 | 0 | 0 | 10  | 2   | 0.2  |
| Total en su carrera | Total en su carrera | Total en su carrera | 386 | 163 | 11 | 2 | 9 | 2 | 406 | 167 | 0.41 |
| (1) La copa nacional se refiere a la Copa AUF Uruguay, Copa Colombia y Torneo del Inca . (2) La copa internacional se refiere a la Copa Sudamericana, Recopa Sudamericana, Copa Libertadores y Copa Suruga Bank. |                     |                     |     |     |    |   |   |   |     |     |      |

## Palmarés

### Campeonatos nacionales
| Título                    | Club          | País | Año  |
| ------------------------- | ------------- | ---- | ---- |
| Primera División del Perú | Universitario | Perú | 2013 |

### Torneos internacionales
| Título        | Club     | País     | Año  |
| ------------- | -------- | -------- | ---- |
| Copa Santa Fe | Libertad | Paraguay | 2009 |

### Distinciones individuales
| Distinción                                     | Año  |
| ---------------------------------------------- | ---- |
| Máximo goleador del Torneo Clausura (12 goles) | 2007 |
| Máximo goleador de la Liga Peruana (32 goles)  | 2008 |